# 세르조 플로카리
세르조 플로카리(이탈리아어: Sergio Floccari, 1982년 11월 12일 ~ )는 이탈리아의 전 축구 선수이다.

## 수상
라치오
- 코파 이탈리아: 2012–13